# Anomala ceramopyga
Anomala ceramopyga är en skalbaggsart som beskrevs av Ohaus 1912. Anomala ceramopyga ingår i släktet Anomala och familjen Rutelidae. Inga underarter finns listade i Catalogue of Life.